# Wilhelm Engerth
Wilhelm svobodný pán von Engerth (26. května 1814, Pština, Slezsko, Pruské království – 4. září 1884, Leesdorf u Badenu, Dolní Rakousy, Rakousko-Uhersko) byl rakouský stavitel tratí a konstruktér lokomotiv.
Vytvořil konstrukci parní lokomotivy s podpůrným tendrem, první horské lokomotivy pro náročnou trať přes Semmering. Nejstarší ze tří zachovaných exemplářů lokomotiv jeho konstrukce (řada I Buštěhradské dráhy) je exponátem Národního technického muzea v Praze (Lokomotiva Kladno).
Jeho bratr Eduard von Engerth byl význačným malířem klasického akademismu a v letech 1854–65 ředitel pražské Akademie. 

## Památka
- Na počest Wilhelma Engertha byl uhelný důl, založený roku 1868 na severozápadním okraji Kladna a činný do roku 1945, pojmenován Engerth. Tento název je dodnes pomístním označením okolní čtvrti.
- ulice Engerthstrasse mezi vídeňskými obvody Brigittenau a Leopoldstadt s pamětní deskou
- Lokomotiva Kladno je vystavená v pražském Národním technickém muzeu

## Galerie

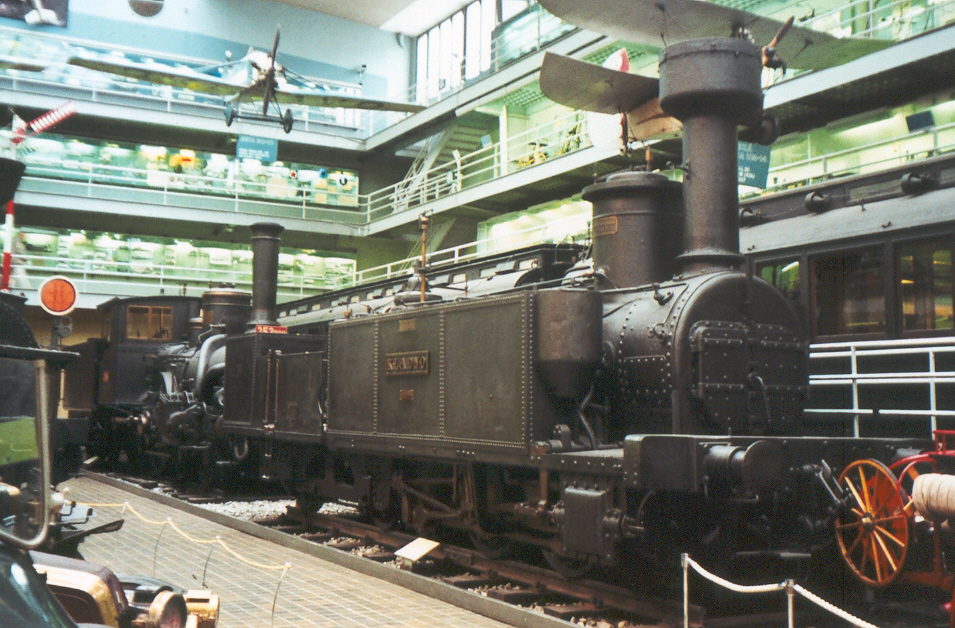
Lokomotiva Kladno v Národním technickém muzeu
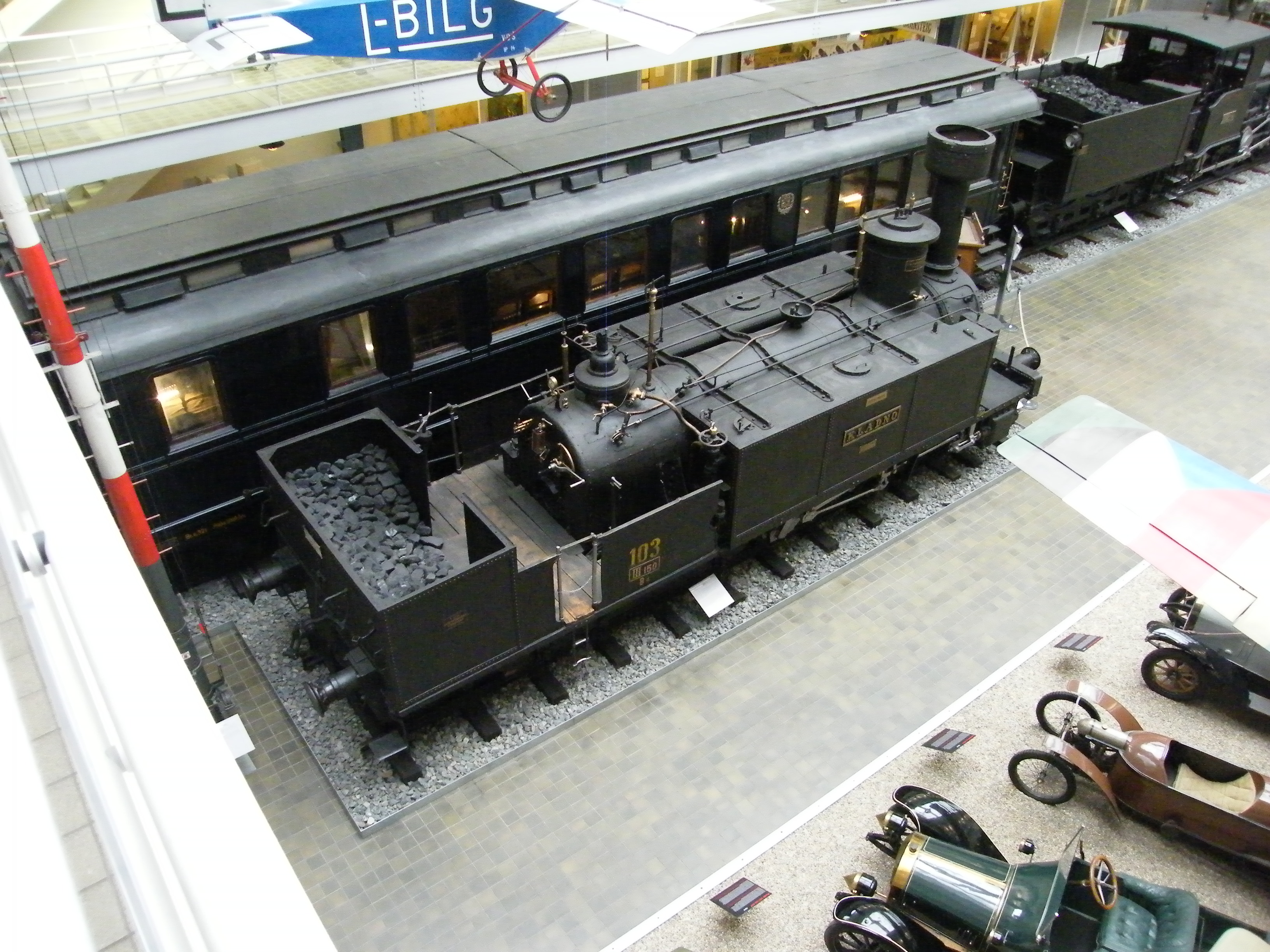
Lokomotiva Kladno v Národním technickém muzeu
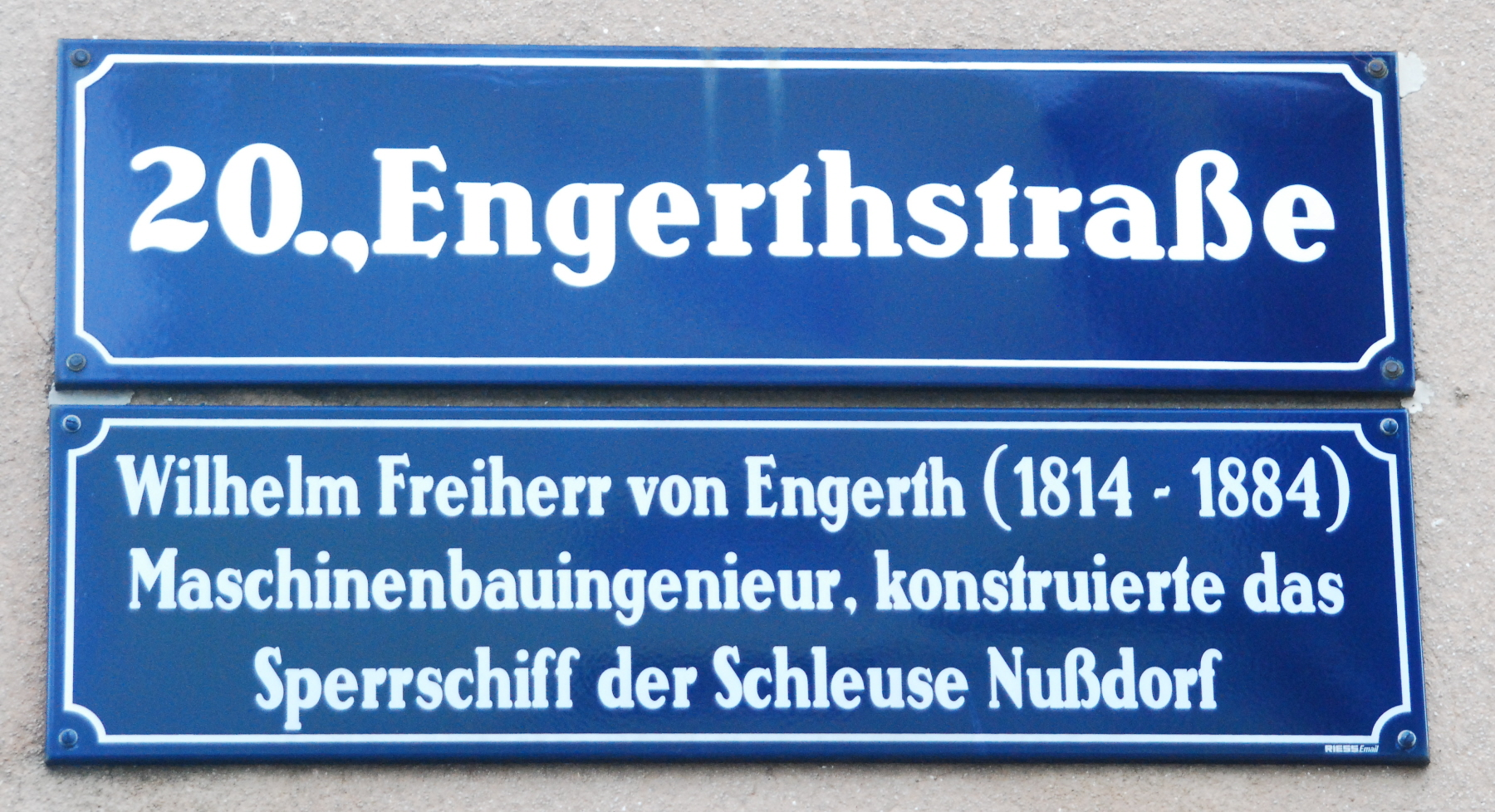
Engerthstrasse ve vídeňském Brigittenau
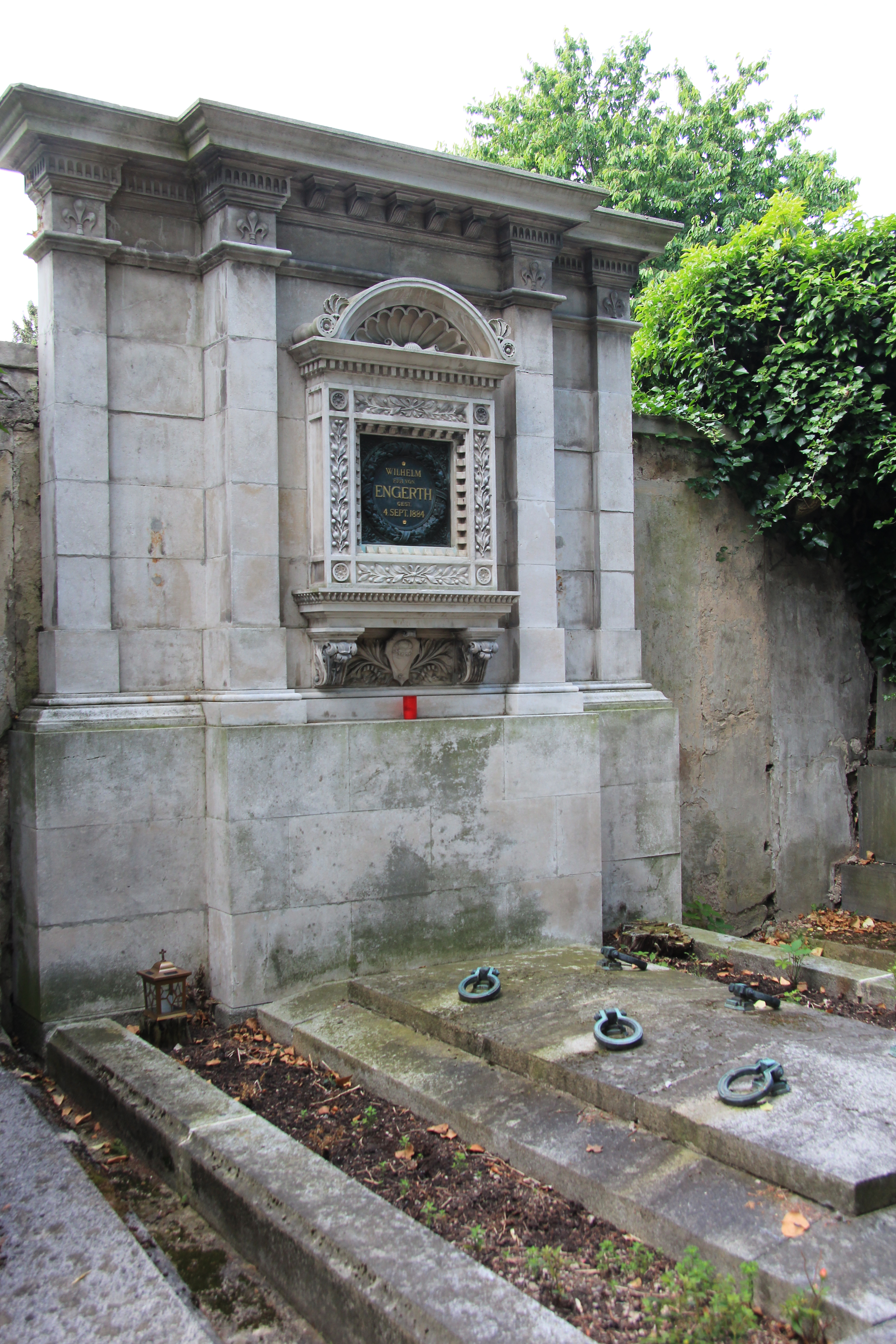
Hrob v Badenu